# Kottankal, Gangawati
Kottankal là một làng thuộc tehsil Gangawati, huyện Koppal, bang Karnataka, Ấn Độ.